# Багазий, Владимир Пантелеймонович
Влади́мир Пантеле́ймонович Багази́й (1902, с. Рябиевка, Каменец-Подольский уезд, Подольская губерния, Российская империя — после июня 1942 года) — украинский политик. В годы Великой Отечественной войны сотрудничал с нацистами, был бургомистром Киева (ноябрь 1941 — февраль 1942).

## Биография
Был преподавателем в еврейской школе, с 1939 года — аспирант Киевского научно-исследовательского института педагогики (при оккупации называл себя «профессором»). Карьере Багазия повредило то, что его брат в своё время эмигрировал в США.
После прихода немцев в Киев в конце сентября 1941 года на собрании по обсуждению кандидатур на должность городского головы Киева объявил себя руководителем «подпольной ячейки ОУН», что вызвало подозрения представителей Походных групп ОУН, организовавших собрание. Однако Багазию удалось получить должность всего лишь заместителя первого киевского оккупационного бургомистра А. Оглоблина, с которым был знаком по пединституту. Затем, после добровольной отставки последнего, 29 октября 1941 назначен бургомистром. Несмотря на вышеупомянутый инцидент, в течение короткого времени наладил отношения с киевскими активистами ОУН (фракция Мельника) и активно поддержал их деятельность.
Сведения о том, что Багазий лично присутствовал на расстрелах в Бабьем Яру, подтверждаются как минимум показаниями служившего у него в охране В. Ф. Покотило:
После перевода меня работать в личную охрану Богазия, я вместе с ним стал ездить на расстрелы. Таких поездок было три. Первый раз было расстреляно 100 человек, куда входили евреи, военнопленные и партизаны. Расстрел производился в “бабьем яру”, стреляли немцы из пулемета. Закапывали трупы, привезенные специально для этой цели военнопленные.
Второй раз я присутствовал с Богазия при расстреле более 200 человек советских граждан. Этот расстрел представлял ужасную картину. Когда расстреливали мужчин, то женщины и дети стояли в стороне и наблюдая происходящее[,] падали без чувств. Когда подошла очередь расстреливать женщин, то у них стали отнимать детей, но они не отдавали. Тогда немец силой вырывал ребенка[,] расстреливал его, а затем стрелял в мать. Женщины дико кричали, молили о пощаде. После расстрела немец ходил по рву и достреливал из автомата, упавших раненными и от испуга.

Третий раз я присутствовал с Богазия на расстреле группы более 300 человек, среди которых были женщины, дети и мужчины. Женщины и дети были еврейской национальности. Расстреливали их также как и предыдущую группу. Я на этих трех расстрелах личного участия не принeмал [sic], а будучи в личной охране Богазия, вместе с ним наблюдал всю [ark. 49zv:] картину происходящего.Протокол допроса обвиняемого Покотило Василия Федоровича от 14 марта 1945 года. (ОГА СБУ. ф. 5, дело 43 555, лист 49)

При нём был создан ряд департаментов городской управы, Украинский Красный Крест (глава — Ф. Богатырчук), функционировал Украинский Национальный Совет как орган представительства интересов украинцев перед оккупационной властью, фактически запрещён уже 17 ноября 1941 года. Инициировал издание ряда украинских газет — «Украинское слово», «Литавры». Активно продвигал кадры ОУН на руководящие должности в городской управе. 1 декабря 1941, вместе с рядом других деятелей ОУН, основал акционерное общество «Украинское издательство», цель которого состояла в издании национально ориентированной литературы.
Словесный портрет Багазия оставил украинский публицист и писатель У. Самчук, посещавший Киев в ноябре 1941 г.:
«Бывший советский народный учитель. Высокого роста, худой, слегка наклонён вперёд, прямой с небольшой горбинкой нос, звучный, открытый и решительный голос, небрежные энергичные движения. Учитель. У нас все учителя… Господин Б. — необычный учитель. Учителем он был лишь потому, что так получилось. Его назначение — в политике, в правительстве, в администрации. Он горит другими огнями, чем обычный учитель. … Взгляд его на эмигрантов, которые вернулись: ну… все они хорошие люди, но, в основном, скорее фантасты, чем практики. Необходима инициатива, необходим конкретный и чисто практический подход ко всем делам». 
Журналист Л. Дудин, крайне негативно относившийся к украинским националистам (на которых он недократно писал доносы), тем не менее, отзывался про Багазия следующим образом:
«бывший ассистент университета, Багазий. Этот человек был сам по себе безусловно честный и стремился делать для города все, что он мог. Беда его заключалась в том, что он полностью попал под влияние таких авантюристов, как Рогач и Ко, игравших на национальных чувствах Багазия и его ближайших сотрудников». 
19 февраля 1942 года отстранён от должности (новым бургомистром стал его заместитель Л. И. Форостовский). Казнён вместе с 19-летним старшим сыном Игорем в Бабьем Яру по обвинению в саботаже. Точная дата смерти неизвестна; семья продолжала носить передачи в тюрьму ещё в июне 1942 г. Официальное обвинение гласило:
«Во время немецкой оккупации он [В. Багазий — автор] поддерживал связи с подпольной коммунистической партией, которой он предоставлял финансовую помощь продовольствием и поставкой материалов… Городское управление Киева под его руководством стало оплотом украинского шовинизма. Компетентные члены нелегальной организации Бандеры сидели во всех отделах городского управления. В районных управлениях были выпущены нелегальные листовки против немцев. Багазий выдал большое количество свидетельств для освобождения от работы в Рейхе и выписал пропуска для выезда из г. Киева. Западноукраинских эмигрантов он доставил в Киев и с помощью организации Красного Креста, которую он основал подпольно, отправил в Харьков, Ровно, Винницу, Житомир, Каменец-Подольский, Проскуров, Кременчуг и т. д. Авторитетные сотрудники городского управления Киева были тайно приведены им к присяге Мельнику.

Кроме того, Багазий способствовал также стремлениям украинцев к государственной независимости…»

У причин этого события существует несколько версий. Среди украинской эмиграции наиболее популярна версия о том, что Багазий, как и многие другие его «сообщники» (И. Рогач, О. Телига и другие, практически все — члены ОУН), были казнены за слишком активную национальную политику. Действительно, рейхскомиссар Украины Эрих Кох был совершенно не заинтересован в подъёме украинского национального самосознания, считал украинцев «недочеловеками» и стимулировал украинский национализм лишь в рамках имперской политики А. Розенберга: подчёркивать малейшие различия между нациями для использования противоречий между ними. При такой политике Багазий вёл себя слишком самоуверенно: так, на пресс-конференции Украинского национального совета в присутствии итальянских, японских, венгерских журналистов он и глава совета Величковский объявили о восстановлении на Украине независимости и конституции УНР 1918 года, а также о том, что считают своим вождём Андрия Мельника.
Однако рассматривается и вторая версия, которая не исключает первую. В конце 1941 — начале 1942 годов партизаны уничтожили в Киеве целый ряд важных объектов, существенно дезорганизовав хозяйство города. Городская управа не смогла быстро справиться с наступившим хаосом, и, воспользовавшись этим, советские агенты в городской управе подбросили немцам материалы, обвиняющие Багазия в сотрудничестве с подпольем.
Жена Маргарита Гаскевич умерла вскоре после войны (1947). Младший сын, Владимир, стал моряком торгового флота, был жив по состоянию на 2012 год.

## Киновоплощения
- Станислав Боклан — Матч — 2012

## Память
В 2021 г. в рамках проекта Камни преткновения планировалось увековечить память в Киеве. После протестов общественности от этой идеи отказались.